# Hospital universitario de Batticaloa
El Hospital universitario de Batticaloa (en tamil: மட்டக்களப்பு போதனா வைத்தியசாலை) es un hospital público en la localidad de Batticaloa, en el país asiático de Sri Lanka. Es el hospital principal en la Provincia Oriental, y es controlado por el gobierno central con sede en Colombo. El hospital es el único centro de enseñanza en la Provincia Oriental. Se trata del principal centro de enseñanza clínica de la Universidad Oriental de Sri Lanka. Según datos de 2010 tenía 900 camas.